# Berat Sadik
Berat Sadik (Skopie, República de Macedonia, 14 de septiembre de 1986) es un futbolista profesional finlandés que juega como delantero en el G. F. K. Tikvesh de la Primera División de Macedonia del Norte.

## Trayectoria
Es un delantero de gran envergadura, 1,92 m que comenzó a jugar a nivel profesional en Finlandia antes de hacer el salto a la liga alemana con el Arminia Bielefeld, donde estuvo una temporada. Posteriormente jugó también en Bélgica con el Zulte Waregem antes de regresar al país nórdico, donde fichó primero por el FC Lahti y posteriormente por el HJK Helsinki, con quien llegó a disputar la UEFA Champions League y la UEFA Europa League durante las tres temporadas en las que jugó.
Más tarde, también disputaría las ligas de Suiza con el FC Thun y en Rusia con el PFC Krylia Sovetov Samara. Berat Sadik tiene la nacionalidad finlandesa y llegó a jugar con su selección, 10 partidos con la absoluta y 15 con la sub-21.
En 2017, llegaría a las filas del Doxa Katokopias de Chipre, equipo en el que militó durante dos temporadas con un balance de 30 goles en 41 partidos.
En enero de 2019 llegó a España para jugar en las filas del Club Gimnàstic de Tarragona de la Segunda División, firmando un contrato con el club catalán hasta el 30 de junio de 2020. Tras el descenso de categoría, en agosto de 2019 fichó por el Anorthosis Famagusta.

## Clubes
| Club                         | País                | Año       |
| ---------------------------- | ------------------- | --------- |
| KuPS                         | Finlandia           | 2004-2007 |
| F. C. Lahti                  | Finlandia           | 2007-2008 |
| Arminia Bielefeld            | Alemania            | 2008-2010 |
| S. V. Zulte Waregem (cedido) | Bélgica             | 2009-2010 |
| F. C. Lahti                  | Finlandia           | 2010      |
| HJK Helsinki                 | Finlandia           | 2011-2012 |
| F. C. Thun                   | Suiza               | 2013-2015 |
| Krylia Sovetov               | Rusia               | 2015-2017 |
| Doxa Katokopias F. C.        | Chipre              | 2017-2019 |
| Club Gimnàstic de Tarragona  | España              | 2019      |
| Anorthosis Famagusta         | Chipre              | 2019-2020 |
| Enosis Neon Paralimni        | Chipre              | 2020      |
| Doxa Katokopias F. C.        | Chipre              | 2020-2024 |
| G. F. K. Tikvesh             | Macedonia del Norte | 2025-     |